# Adolf Friedrich Stenzler

Adolf Friedrich Stenzler um 1880

Adolf Friedrich Stenzler (* 9. Juli 1807 in Wolgast; † 27. Februar 1887 in Breslau) war ein deutscher Indologe, der sich insbesondere mit der altindischen Literatursprache Sanskrit beschäftigte und als einer der Begründer des Sanskritstudiums in Deutschland gilt. Er wirkte ab 1833 als außerordentlicher und ab 1847 als ordentlicher Professor für orientalische Sprachen an der Universität Breslau, an der er darüber hinaus als Bibliothekar und ab 1836 als Kustos der Universitätsbibliothek sowie 1862/1863 auch als Rektor fungierte. Ab 1866 war er korrespondierendes Mitglied der Königlich-Preußischen Akademie der Wissenschaften. Auf ihn geht mit dem „Elementarbuch der Sanskrit-Sprache“ ein bis in die Gegenwart erscheinendes Lehrbuch zurück.

## Leben
Adolf Friedrich Stenzler wurde 1807 in Wolgast als Sohn des dortigen Superintendenten Lorenz Stenzler und dessen Ehefrau Charlotte Droysen geboren. Er begann schon während seiner Schulzeit in seiner Heimatstadt Hebräisch und Arabisch zu lernen und besuchte ab dem Alter von 15 Jahren das Gymnasium in Friedland in Mecklenburg. Ab 1826 studierte er zunächst Theologie und anschließend orientalische Sprachen an der Universität Greifswald bei Gottfried Kosegarten, ab 1827 an der Friedrich-Wilhelms-Universität Berlin bei Franz Bopp und ab 1828 an der Universität Bonn bei August Wilhelm Schlegel. Er promovierte am 12. September 1829 in Berlin und ging dann ab Oktober des gleichen Jahres für ein Jahr zu weiteren Studien nach Paris. Hier besuchte er unter anderem Lehrveranstaltungen von Antoine-Léonard de Chézy und Silvestre de Sacy. Anschließend war er bis 1833 an der Bibliothek des East India House in London tätig und kam dort mit dem britischen Indologen Henry Thomas Colebrooke in Kontakt.
Darüber hinaus lernte er in London Alexander von Humboldt kennen. Dessen Bruder Wilhelm von Humboldt setzte sich beim damaligen preußischen Kultusminister Karl vom Stein zum Altenstein für die Berufung Stenzlers an die Universität Breslau ein, so dass dieser 1833 dort außerordentlicher Professor für orientalische Sprachen wurde. 1847 folgte die Beförderung zum ordentlichen Professor, in den Jahren 1862/1863 fungierte er als Rektor der Universität. Seine Lehrtätigkeit umfasste zunächst vor allem Arabisch und Persisch sowie später Sanskrit und vergleichende Sprachwissenschaft. Um sein Einkommen aufzubessern, wirkte Stenzler bis 1872 neben seiner Lehr- und Forschungstätigkeit auch als Bibliothekar und ab 1836 als Kustos der Universitätsbibliothek. Da seine Arbeit in der Bibliothek die ihm für Forschung zur Verfügung stehende Zeit einschränkte, erschienen einige seiner Werke erst mit Verzögerungen. Zu seinen Schülern in Breslau zählten unter anderem Richard Pischel, Lucian Scherman und Franz Kielhorn.
Adolf Friedrich Stenzler heiratete Marie von Liebenroth (1815–1892), eine Tochter des preußischen Generalleutnants Gabriel von Liebenroth. Die Ehe blieb kinderlos. Er starb 1887 in Breslau.

## Wirken
Adolf Friedrich Stenzler veröffentlichte sowohl eine Reihe von Büchern in Sanskrit als auch Übersetzungen aus dem Sanskrit in die deutsche Sprache. Neben der indischen Literatur beschäftigte er sich auch mit dem indischen Schrifttum in den Bereichen Recht und Medizin. Als sein wichtigstes Werk gilt das 1868 erstmals veröffentlichte „Elementarbuch der Sanskrit-Sprache“ zu Grammatik und Wortschatz des Sanskrit. Aus den Verkaufserlösen stiftete er ein Stipendium für Studierende des Sanskrit in Breslau. Das Buch, das unter anderem von Richard Pischel und Karl Friedrich Geldner weitergeführt wurde, erschien noch im Jahr 2003 und damit mehr als 130 Jahre nach seiner Erstveröffentlichung mit unverändertem Titel und unter Stenzlers Autorenschaft in einer überarbeiteten 19. Auflage. 

## Auszeichnungen
Adolf Friedrich Stenzler wurde 1866 als korrespondierendes Mitglied in die Königlich-Preußische Akademie der Wissenschaften aufgenommen. Ein Jahr später wurde er zum korrespondierenden Mitglied der Russischen Akademie der Wissenschaften in Sankt Petersburg gewählt.

## Mitgliedschaften
Adolf Friedrich Stenzler war Mitglied der Deutschen Morgenländischen Gesellschaft.

## Werke (Auswahl)
- Raghuvansa, Kâlidâsae carmen. London 1832 (Sanskrit und Latein)
- Kumâra Sambhava, Kâlidâsae carmen. London 1838 (Sanskrit und Latein)
- Ueber Pâraskara's Grihya-Sûtra. In: Zeitschrift der Deutschen Morgenländischen Gesellschaft, Band 7. 1853. S. 527–541 (Digitalisat).
- Die Indischen Gottesurtheile. In: Zeitschrift der Deutschen Morgenländischen Gesellschaft, Band 9. 1855. S. 661–682 (Digitalisat).
- Indische Hausregeln. Erster Teil: Açvalâyana. Leipzig 1864 bis 1865 (zwei Bände)
- Indische Hausregeln. Zweiter Teil: Pâraskara. Leipzig 1876 bis 1878 (zwei Bände)
- Elementarbuch der Sanskrit-Sprache. Erste Auflage. Breslau 1868; 19. Auflage. Walter de Gruyter, Berlin 2003